# 王红丽
王红丽（1967年11月24日—），女，汉族，河南开封人，中国豫剧表演艺术家，一级演员，曾两度荣获中国戏剧梅花奖，现任河南省戏剧家协会副主席、中国戏剧家协会理事和河南小皇后豫剧团团长等职，代表作有《司文郎》、《风雨行宫》、《美女涅槃记》、《铡刀下的红梅》等。王红丽取陈素真、阎立品两大豫剧流派之长，唱腔明亮而甜润，被观众誉为“豫剧小皇后”。

## 生平
王红丽1967年出生于河南省开封市一个梨园家庭。受父母影响，王红丽自小与豫剧结缘，12岁进入洛阳戏曲学校学习，1985年毕业后被分配到河南省豫剧二团。1987年她凭借《春秋配》一剧开始在豫剧剧坛崭露头角。1993年，她成立了自己的豫剧团——河南小皇后豫剧团。

## 家庭
父亲王豫生是音乐设计，曾担任河南省豫剧二团团长，母亲是豫剧常派艺术演员。

## 主要荣誉
- 1988年获得河南省首届香玉杯艺术奖；
- 1994年获得中国戏剧第十二届梅花奖；
- 1996年获得首届中国豫剧节优秀表演奖；
- 2002年荣获中国戏剧第二十届二度梅花奖；